# Gran Premi d'Isbergues femení
El Gran Premi d'Isbergues femení és una cursa ciclista femenina que es disputa anualment a França des del 2018. La cursa, es disputa el mateix dia que la seva homònima masculina. Està integrada al calendari en la categoria 1.2 des de la seva creació.

## Palmarès
| Any  | Vencedora         | Segona           | Tercera                   |         |
| ---- | ----------------- | ---------------- | ------------------------- | ------- |
| 2018 | Lauren Kitchen    | Roxane Fournier  | Pascale Jeuland-Tranchant |         |
| 2019 | Christine Majerus | Clara Copponi    | Pascale Jeuland-Tranchant |         |
| 2020 | Chloe Hosking     | Chiara Consonni  | Lauren Kitchen            |         |
| 2021 | Charlotte Kool    | Elisa Balsamo    | Amber van der Hulst       |         |
| 2022 | Chiara Consonni   | Clara Copponi    | Maria Giulia Confalonieri |         |
| 2023 | Valentine Fortin  | Jade Wiel        | Simone Boilard            |         |
| 2024 | Maaike Boogaard   | Victoire Berteau | Alba Teruel Ribes         |         |
| 2025 | suspesa           | suspesa          | suspesa                   | suspesa |